# Gustav Gräser
Gustav Arthur Gräser (n. 16 februarie 1879, Brașov – d. 27 octombrie 1958, München) a fost un artist și activist pacifist german, de origine sas transilvănean, care a dus o viață excentrică, promovând anarhismul și întemeierea unei societăți utopice. Împreună cu fratele său, Karl Gräser (1875–1920), a fondat așezarea Monte Verità din Ascona în Elveția. Un alt frate al său a fost pictorul Ernst H. Graeser.

## Opera publicată
Opera publicată a lui Gusto Gräser, care conține filozofie, poezie, maxime și meditații, alături de lucrări de pictură și sculptură, cuprinde,
- 1902 -- Efeublätte, Gedichte, Viena;
- 1912 -- Ein Freund ist da – mach auf!, Flugschrift, Berlin;
- 1918 -- Winke zur Genesung unsres Lebens. Sprüche und Gedichte, Ascona;
- 1925 -- Zeichen des Kommenden, Sieben Steindrucke mit Textblättern, Dresden;
- 1926 -- Notwendwerk. Zeichnungen und Gedichte, Steindruckmappe, Dresden;
- 1930 -- Bucheckern, Eine Druckschrift, Berlin;
- 1930 -- Wortfeuerzeug, Sprüche und Gedichte, Berlin;
- 2008 -- Tao. Das heilende Geheimnis, Büchse der Pandora, Wetzlar und Umbruch-Verlag, Recklinghausen;
- 2000 -- AllBeDeut. Unsere Sprachlaute – heimliche Schlüssel zum Aufschluss unsrer Welt, Deutsches Monte Verità Archiv Freudenstein;
- 2006 -- Gedichte des Wanderers, Herausgegeben von Frank Milautzcki, Verlag im Proberaum 3, Klingenberg;
- 2007 și 2009 -- Erdsternzeit. Eine Auswahl aus dem Spätwerk, Herausgegeben von Hermann Müller, Umbruch-Verlag, Recklinghausen;
- Der Liebe Macht, Ölgemälde im Museum Casa Anatta auf dem Monte Verità, Ascona.

## Film
- Der Eremit vom Monte Verità. Gusto Gräser – Naturmensch und Philosoph, film documentar, Elveția, 2006, 50 minute, scenariu și regie, Christoph Kühn, produs de Schweizer Fernsehen, prima difuzare la 31 iulie 2006[7]
- Colomer, Henry -- Monte Verità, film documentar, Arte, prima difuzare 10 decembrie 1997;
- Alfio di Paoli și Teo Buvoli -- Il monte di Hetty, film documentar despre Monte Verità și Gusto Gräser, prima difuzare la 2 noiembrie 2009.